# Munkfors (Gemeinde)
Koordinaten: 59° 51′ N, 13° 33′ O

Munkfors ist eine Gemeinde (schwedisch kommun) in der schwedischen Provinz Värmlands län und der historischen Provinz Värmland. Der Hauptort der Gemeinde ist Munkfors.
Von den 290 schwedischen Gemeinden ist Munkfors eine der kleinsten. Neben dem Hauptort Munkfors ist lediglich der småort Ransäter erwähnenswert.